# Albawings
Az Albawings (IATA: 2B, ICAO: AWT, Hívójel: ALBAWINGS) egy albán diszkont légitársaság, amelynek a központja és a bázisa a Teréz anya repülőtéren, Tirana közelében található.

## Története
Az Albawings 2015 februárjában jött létre, 2016. április 4-én kapta meg az Albán Polgári Légiközlekedési Hatóságtól az üzemeltetési engedélyt. Az első repülőgépe, egy Boeing 737-500-as, amellyel a vállalat megkezdte a működését, a "Spirit of Tirana" nevet kapta. Az Albawings 2016. augusztus 1-jén indította el az első járatát Genovába.
2016. december 11-én Bruce Dickinson átadta a cég második repülőgépét. A bérelt repülőgép egy Cardiff Aviation tulajdonában lévő Boeing 737-400-as volt, és Sir Norman Wisdomról nevezték el, aki Enver Hoxha kommunista rendszere alatt az albánok körében nagyon népszerű színész volt.
A légitársaság 2019 júniusában Düsseldorfba és Iráklióba, míg 2020 júniusában Frankfurtba és Hamburgba indított új járatokat. 2021. március 14-én az Albawings új járatot indított Bergamóba.

## Célállomások
Az Albawings a következő úticélokat szolgálja ki:

## Flotta
Az Albawings flottája a következő repülőgépekből áll:

## Fordítás
Ez a szócikk részben vagy egészben  az   Albawings című angol Wikipédia-szócikk ezen változatának fordításán alapul.  Az eredeti cikk szerkesztőit annak laptörténete sorolja fel. Ez a jelzés csupán a megfogalmazás eredetét és a szerzői jogokat jelzi, nem szolgál a cikkben szereplő információk forrásmegjelöléseként.